# Fata Morgana (divadelní hra)
Fata Morgana, jazzová revue o 18 obrazech, je 8. divadelní hra Jiřího Voskovce a Jana Wericha. Hra znamenala průlom v návštěvnosti divadla. Do té doby všechny hry (až na Vest Pocket Revue) nepřekonaly 100 repríz. Fata Morgana měla 117 repríz. Hra byla napsána za rekordních 10 dní.

## Historie
Voskovec s Werichem do té doby psali sice avantgardně dobré, ale divácky a umělecky neúspěšné hry. Do té doby byla nejúspěšnější hrou (vyjma Vest pocket revue) Smoking revue s 88 reprízami. Vrátili se k dějově nenáročné revue, parodie amerického filmu, satiry a zesměšňování starých praktik.

## Osoby a obsazení

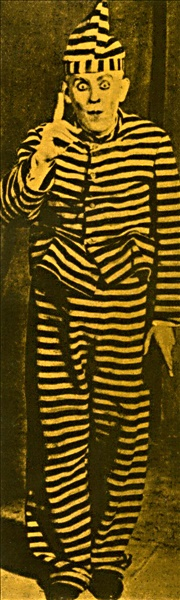
Ferenc Futurista jako vězeň

| Světla Svozilová | Venezuela       |
| Nina Bártů       | Astrolabe       |
| Josef Skřivan    | Velitel věznice |
| Josef Gruss      | Kat             |
| Jan Pivec        | Stráž           |
| Ferenc Futurista | Vězeň           |
| Jiří Voskovec    | Eufrat          |
| Jan Werich       | Tigris          |

#### The caleidoscope of the life (Krasohled života)

##### První mluvící film v přírodních barvách
| Světla Svozilová  | Laura la Plante       |
| Nina Bártů        | Clara Bow             |
| Ferenc Futurista  | Mormon                |
| Voskovec a Werich | Plavci na Mississippi |

Synchronizoval Dominik Wallenfels

## Děj
Dívky Astrolabe a Venezuela jsou neteře velitele věznice. Obě se zamilovaly do vězňů, ty proto velitel odsoudí k trestu smrti zastřelením dělem. Na poslední chvíli však utečou. Velitel se proto chytne absurdních předpisů, které říkají: „Nastane-li útěk vězně v okamžiku, kdy popravní dělo bylo již nabito, dlužno popraviti někoho jiného, aby náboj nepřišel nazmar. Není-li po ruce žádného odsouzence, je nutno sáhnouti k justičnímu omylu, pakliže někdo k popravení dobrovolně nepřihlásí“. Proto neúspěšně popraví jiného vězně. Vězňové Eufrat a Tigris mezitím ujíždí vlakem pryč. Na břehu řeky Mississippi čekají Astrolabe a Venezuela na nové snoubence. Dorazí sem Eufrat a Tigris táhnouce loď, ale vůbec jim nerozumí, protože mluví anglicky a společně se dorozumívají pomocí titulků (pozn. Tato scéna je parodií na první zvukový film v Československu Loď komediantů, který se hrál v kině Lucerna). Na lodi přijíždí Mormon, který se ukáže, že si psal s oběma dívkami a s oběma se zasnoubil. Obě dívky se s ním rozejdou. Venezuela je z toho tak nešťastná, že spáchá sebevraždu. Naštěstí ji Eufrat a Tigris zachrání. Dívky se opět zamilují do vězňů. Eufrat a Tigris se rozhodnou spolu s dalším vězněm spáchat sebevraždu, Eufrat se zabije polenem do hlavy, Tigrise umlátí a vězeň zemře na infarkt. V nebi se setkají s velitelem věznice, Astrolabe a Venezuelou.

## Hudba
Písně ze hry: Každý trestanec si nese ranec, Ty, ty, pšt, pšt, dej si pozor!, Měsíc je má hvězda, Fata morgána fox, Diga diga do, Breakaway, Zpitování svědomí

### Nahrávky
1. Bloody moon rhapsody, Jaroslav Ježek, dirigent Jaroslav Ježek, nahráno v březnu 1931[2]